# Luca Antonelli
Luca Antonelli (Monza, 11 febbraio 1987) è un ex calciatore italiano, di ruolo difensore.

## Biografia
È figlio d'arte; il padre, Roberto Antonelli, è stato anch'egli un calciatore e anche lui ha indossato la maglia del Milan, con cui ha vinto lo "scudetto della stella".

## Caratteristiche tecniche
Nato come esterno di fascia e arretrato successivamente nel ruolo di terzino sinistro, Antonelli era molto dotato in fase di spinta; inoltre, aveva dimostrato di saper essere efficace anche sotto porta, avendo collezionato un buon numero di assist e reti nel corso della sua carriera.

## Carriera

### Club
Antonelli ha militato nel settore giovanile del Monza e del Milan, dove è stato anche capitano della squadra Primavera. Ha debuttato con il Milan l'8 novembre 2006 nella partita di Coppa Italia Milan-Brescia (4-2) entrando in campo all'inizio del secondo tempo. L'esordio in Serie A è avvenuto a 19 anni, in Udinese-Milan (0-3) del 23 dicembre 2006, quando è sceso in campo all'85' per sostituire Clarence Seedorf.
Nell'estate 2007, è stato ceduto in prestito al Bari in Serie B, dove nella prima parte della stagione ha ottenuto 17 presenze in campionato realizzando 1 gol. Il 31 gennaio 2008 il Milan lo ha girato in prestito al Parma con diritto di riscatto a favore dei ducali che in estate, dopo la retrocessione in Serie B, lo hanno preso in comproprietà con i rossoneri.
Nell'estate 2009, dopo una stagione in Serie B con 14 presenze coronata con la promozione in Serie A, il Parma lo ha riscattato definitivamente dal Milan. Il 10 aprile 2010 ha segnato il suo primo gol in Serie A in Napoli-Parma (2-3).
In tutto con il Parma ha giocato 61 partite e segnato 1 gol.

#### Gli anni a Genova
Nel gennaio 2011 è stato ceduto al Genoa (nella stessa squadra dove gioco' anche il padre dal 1982 al 1984) nell'affare che ha coinvolto anche Raffaele Palladino e Francesco Modesto, passati al Parma. Ha esordito in maglia rossublu il 27 febbraio 2011 contro il Catania, subentrando al 51º minuto di gioco a Emiliano Moretti. Il 17 aprile 2011 ha segnato la prima rete in maglia rossoblu contro il Brescia, realizzando nei minuti di recupero del secondo tempo il gol del definitivo 3-0 su assist di Rodrigo Palacio.
Nella stagione successiva, esordisce in Coppa Italia il 21 agosto 2011 a Marassi contro la Nocerina (vittoria per 4-3). In campionato invece gioca al debutto l'11 settembre in occasione del pareggio casalingo (2-2) contro l'Atalanta. Tormentato da infortuni muscolari chiude la stagione con appena 11 presenze.
Deferito per i fatti di Genoa-Siena (1-4) del campionato di Serie A 2011-2012, il 6 ottobre 2012 la Procura federale ha chiesto 30.000 euro di multa per Antonelli e altri suoi 14 compagni di squadra ma il procedimento è terminato con un non luogo a procedere nei suoi confronti il successivo 9 ottobre.
Il 10 febbraio 2013 in occasione della gara contro il Parma è entrato in campo indossando la fascia di capitano della società ligure. Il 17 marzo segna il suo primo goal stagionale contro la Fiorentina con un bel tiro al volo di destro segnando il momentaneo 2 a 2 a Firenze.
La stagione successiva esordisce a Milano contro l'Inter ma, dopo la seconda giornata subisce un infortunio alla caviglia che lo costringe a stare fuori dal campo per circa un mese.
Con l'avvento di Gasperini sulla panchina del Genoa, torna titolare giocando a centrocampo largo a sinistra nel 3-4-3 del tecnico di Grugliasco. Il 19 gennaio 2014 a Marassi segna il suo primo gol stagionale firmando l'1-0 con cui i grifoni si impongono sull'Inter, portando alla vittoria il Genoa contro i nerazzurri dopo vent'anni. Il 9 febbraio segna un altro gol importante ai fini statistici per la storia del Genoa. Con il suo gol vittoria nella trasferta di Livorno permette infatti alla squadra rossoblu di espugnare lo Stadio Armando Picchi in serie A dopo 77 anni.
L'11 luglio 2014 il presidente del Genoa Enrico Preziosi dichiara che il capitano del Genoa Daniele Portanova non rientra più nel progetto tecnico della squadra rossoblù e afferma che Antonelli sarà il capitano per la nuova stagione. Dopo essere sceso in campo il 24 agosto contro il Lanciano nel terzo turno preliminare della Coppa Italia, esordisce in campionato il 31 agosto successivo alla prima giornata contro il Napoli. Il 9 novembre, in occasione della trasferta a Cagliari (1-1), gioca la sua partita numero 100 con la maglia del Genoa. Segna il suo primo gol stagionale il 24 novembre nella gara casalinga pareggiata 1-1 contro il Palermo. Si ripete la domenica successiva a Cesena segnando il gol del momentaneo 2-0 per i grifoni nella sfida poi vinta 3-0 contro la squadra romagnola, che la formazione rossoblù non batteva al Dino Manuzzi in una gara di serie A dal 1982, quando a decidere l'incontro fu proprio suo padre Roberto Antonelli.
In questa stagione gioca 20 partite segnando 3 gol. In tutto con la maglia del Genoa ha messo insieme 109 presenze e 8 gol.

#### Milan
Il 2 febbraio 2015 ritorna al Milan con la formula del prestito con obbligo di riscatto (fissato a 4,5 milioni €), firmando un contratto fino al giugno 2018 e scegliendo di indossare la maglia numero 31. Il 7 febbraio seguente esordisce con la maglia rossonera nella partita contro la Juventus segnando il gol del momentaneo 1-1, con la gara che finirà 3-1 per i bianconeri. Conclude la stagione con 12 presenze e 1 rete.
La stagione successiva con Mihajlović come allenatore viene impiegato quasi sempre come titolare, e segna il suo secondo gol in maglia rossonera il 28 ottobre nella partita vinta 1-0 contro il Chievo. Conclude la stagione con 28 presenze in campionato e 3 gol.
Il 23 dicembre 2016 vince il suo primo trofeo da professionista, la Supercoppa Italiana, battendo 5-4 ai rigori la Juventus a Doha. Durante i quarti di finali di Coppa Italia (Milan-Juventus 1-2), dopo l'uscita di Ignazio Abate, diventa per la prima volta capitano dei rossoneri.
Il 27 luglio 2017, all'età di 30 anni, fa il suo esordio nelle competizioni UEFA per club, in occasione della partita d'andata del terzo turno preliminare di Europa League vinta per 1-0 in casa dei rumeni del Craiova, mentre il 17 agosto arriva anche il suo primo gol in Europa, durante il match valevole per i play-off sempre di Europa League vinto per 6-0 in casa contro lo Škendija. In totale con la maglia rossonera colleziona 66 presenze e 6 goal.

#### Empoli
Il 10 agosto 2018 risolve definitivamente il contratto con il Milan, trasferendosi un giorno dopo all'Empoli, compagine con cui retrocede nella serie cadetta al termine della prima stagione.
Il 5 ottobre 2020, dopo due stagioni condizionate dai problemi fisici, rescinde il suo contratto coi toscani.

#### Miami FC e ritiro dal calcio giocato
Il 17 febbraio 2021, Antonelli passa al Miami FC, squadra militante nella USL Championship, terzo livello del sistema calcistico statunitense.
Nella sua prima stagione nel capoluogo della Florida, il difensore colleziona 11 presenze in campionato, contribuendo così al raggiungimento dei play-off, da cui però la sua squadra viene subito estromessa ad opera del Louisville City.
Anche nella seconda annata, in cui il terzino scende in campo otto volte lungo il campionato, il club raggiunge la fase dei play-off, ma subisce un'altra eliminazione al primo turno, questa volta a favore dei Tampa Bay Rowdies. Alla fine della stagione 2022, Antonelli annuncia il proprio ritiro dal calcio giocato, dopo aver collezionato in tutto 299 presenze e 17 reti fra i professionisti, più 13 incontri in Nazionale.

### Nazionale
Il 28 agosto 2010 ha ottenuto la prima convocazione nella nazionale maggiore da parte del CT Cesare Prandelli per le partite contro Estonia e Fær Øer, valide per le qualificazioni all'Europeo 2012. Ha esordito il 3 settembre successivo, a 23 anni, entrando al posto di Cassano nel secondo tempo della partita contro l'Estonia disputata a Tallinn. Quattro giorni dopo, gioca la sua prima partita da titolare contro le Fær Øer, restando in campo per tutti i 90'.
Il 17 marzo 2013 è nuovamente convocato da Cesare Prandelli per le amichevoli contro Brasile e Malta; nella partita contro il Brasile subentra a Mattia De Sciglio al 74' minuto.

## Statistiche

### Presenze e reti nei club
| Stagione        | Squadra         | Campionato      | Campionato | Campionato | Coppe nazionali | Coppe nazionali | Coppe nazionali | Coppe continentali | Coppe continentali | Coppe continentali | Altre coppe | Altre coppe | Altre coppe | Totale | Totale |
| Stagione        | Squadra         | Comp            | Pres       | Reti       | Comp            | Pres            | Reti            | Comp               | Pres               | Reti               | Comp        | Pres        | Reti        | Pres   | Reti   |
| --------------- | --------------- | --------------- | ---------- | ---------- | --------------- | --------------- | --------------- | ------------------ | ------------------ | ------------------ | ----------- | ----------- | ----------- | ------ | ------ |
| 2006-2007       | Milan           | A               | 1          | 0          | CI              | 2               | 0               | UCL                | 0                  | 0                  | -           | -           | -           | 3      | 0      |
| 2007-gen. 2008  | Bari            | B               | 17         | 1          | CI              | 3               | 0               | -                  | -                  | -                  | -           | -           | -           | 20     | 1      |
| gen.-giu 2008   | Parma           | A               | 8          | 0          | CI              | 0               | 0               | -                  | -                  | -                  | -           | -           | -           | 8      | 0      |
| 2008-2009       | Parma           | B               | 14         | 0          | CI              | 2               | 0               | -                  | -                  | -                  | -           | -           | -           | 16     | 0      |
| 2009-2010       | Parma           | A               | 24         | 1          | CI              | 1               | 0               | -                  | -                  | -                  | -           | -           | -           | 25     | 1      |
| 2010-gen. 2011  | Parma           | A               | 12         | 0          | CI              | 0               | 0               | -                  | -                  | -                  | -           | -           | -           | 12     | 0      |
| Totale Parma    | Totale Parma    | Totale Parma    | 58         | 1          |                 | 3               | 0               |                    | -                  | -                  |             | -           | -           | 61     | 1      |
| gen.-giu. 2011  | Genoa           | A               | 11         | 1          | CI              | 0               | 0               | -                  | -                  | -                  | -           | -           | -           | 11     | 1      |
| 2011-2012       | Genoa           | A               | 11         | 0          | CI              | 2               | 0               | -                  | -                  | -                  | -           | -           | -           | 13     | 0      |
| 2012-2013       | Genoa           | A               | 33         | 1          | CI              | 1               | 0               | -                  | -                  | -                  | -           | -           | -           | 34     | 1      |
| 2013-2014       | Genoa           | A               | 30         | 3          | CI              | 1               | 0               | -                  | -                  | -                  | -           | -           | -           | 31     | 3      |
| 2014-feb. 2015  | Genoa           | A               | 19         | 3          | CI              | 1               | 0               | -                  | -                  | -                  | -           | -           | -           | 20     | 3      |
| Totale Genoa    | Totale Genoa    | Totale Genoa    | 104        | 8          |                 | 5               | 0               |                    | -                  | -                  |             | -           | -           | 109    | 8      |
| feb.-giu. 2015  | Milan           | A               | 12         | 1          | CI              | 0               | 0               | -                  | -                  | -                  | -           | -           | -           | 12     | 1      |
| 2015-2016       | Milan           | A               | 28         | 3          | CI              | 4               | 0               | -                  | -                  | -                  | -           | -           | -           | 32     | 3      |
| 2016-2017       | Milan           | A               | 7          | 0          | CI              | 1               | 0               | -                  | -                  | -                  | SI          | 1           | 0           | 9      | 0      |
| 2017-2018       | Milan           | A               | 6          | 0          | CI              | 1               | 0               | UEL                | 6                  | 1                  | -           | -           | -           | 13     | 1      |
| Totale Milan    | Totale Milan    | Totale Milan    | 54         | 4          |                 | 8               | 0               |                    | 6                  | 1                  |             | 1           | 0           | 69     | 5      |
| 2018-2019       | Empoli          | A               | 13         | 0          | CI              | 0               | 0               | -                  | -                  | -                  | -           | -           | -           | 13     | 0      |
| 2019-2020       | Empoli          | B               | 11+1       | 1          | CI              | 2               | 1               | -                  | -                  | -                  | -           | -           | -           | 14     | 2      |
| Totale Empoli   | Totale Empoli   | Totale Empoli   | 24+1       | 0          |                 | 2               | 1               |                    | -                  | -                  |             | -           | -           | 27     | 2      |
| 2021            | Miami FC        | USL             | 11         | 0          | USOC            | 0               | 0               |                    | -                  | -                  |             | -           | -           | 11     | 0      |
| 2022            | Miami FC        | USL             | 8          | 0          | USOC            | 0               | 0               |                    | -                  | -                  |             | -           | -           | 8      | 0      |
| Totale Miami FC | Totale Miami FC | Totale Miami FC | 19         | 0          |                 | 0               | 0               |                    | -                  | -                  |             | -           | -           | 19     | 0      |
| Totale carriera | Totale carriera | Totale carriera | 272        | 14         |                 | 20              | 1               |                    | 6                  | 1                  |             | 1           | 0           | 299    | 17     |

### Cronologia presenze e reti in nazionale
| Cronologia completa delle presenze e delle reti in nazionale ― Italia | Cronologia completa delle presenze e delle reti in nazionale ― Italia | Cronologia completa delle presenze e delle reti in nazionale ― Italia | Cronologia completa delle presenze e delle reti in nazionale ― Italia | Cronologia completa delle presenze e delle reti in nazionale ― Italia | Cronologia completa delle presenze e delle reti in nazionale ― Italia | Cronologia completa delle presenze e delle reti in nazionale ― Italia | Cronologia completa delle presenze e delle reti in nazionale ― Italia |
| Data                                                                  | Città                                                                 | In casa                                                               | Risultato                                                             | Ospiti                                                                | Competizione                                                          | Reti                                                                  | Note                                                                  |
| --------------------------------------------------------------------- | --------------------------------------------------------------------- | --------------------------------------------------------------------- | --------------------------------------------------------------------- | --------------------------------------------------------------------- | --------------------------------------------------------------------- | --------------------------------------------------------------------- | --------------------------------------------------------------------- |
| 3-9-2010                                                              | Tallinn                                                               | Estonia                                                               | 1 – 2                                                                 | Italia                                                                | Qual. Euro 2012                                                       | -                                                                     | 80’                                                                   |
| 7-9-2010                                                              | Firenze                                                               | Italia                                                                | 5 – 0                                                                 | Fær Øer                                                               | Qual. Euro 2012                                                       | -                                                                     |                                                                       |
| 21-3-2013                                                             | Ginevra                                                               | Italia                                                                | 2 – 2                                                                 | Brasile                                                               | Amichevole                                                            | -                                                                     | 74’                                                                   |
| 31-5-2013                                                             | Bologna                                                               | Italia                                                                | 4 – 0                                                                 | San Marino                                                            | Amichevole                                                            | -                                                                     | 45’                                                                   |
| 14-8-2013                                                             | Roma                                                                  | Italia                                                                | 1 – 2                                                                 | Argentina                                                             | Amichevole                                                            | -                                                                     |                                                                       |
| 6-9-2013                                                              | Palermo                                                               | Italia                                                                | 1 – 0                                                                 | Bulgaria                                                              | Qual. Mondiali 2014                                                   | -                                                                     | 62’                                                                   |
| 18-11-2014                                                            | Genova                                                                | Italia                                                                | 1 – 0                                                                 | Albania                                                               | Amichevole                                                            | -                                                                     |                                                                       |
| 28-3-2015                                                             | Sofia                                                                 | Bulgaria                                                              | 2 – 2                                                                 | Italia                                                                | Qual. Euro 2016                                                       | -                                                                     | 77’                                                                   |
| 31-3-2015                                                             | Torino                                                                | Italia                                                                | 1 – 1                                                                 | Inghilterra                                                           | Amichevole                                                            | -                                                                     | 73’                                                                   |
| 13-11-2015                                                            | Bruxelles                                                             | Belgio                                                                | 3 – 1                                                                 | Italia                                                                | Amichevole                                                            | -                                                                     | 89’ - 90’                                                             |
| 24-3-2016                                                             | Udine                                                                 | Italia                                                                | 1 – 1                                                                 | Spagna                                                                | Amichevole                                                            | -                                                                     | 79’                                                                   |
| 29-3-2016                                                             | Monaco di Baviera                                                     | Germania                                                              | 4 – 1                                                                 | Italia                                                                | Amichevole                                                            | -                                                                     | 78’                                                                   |
| 5-9-2016                                                              | Haifa                                                                 | Israele                                                               | 1 – 3                                                                 | Italia                                                                | Qual. Mondiali 2018                                                   | -                                                                     |                                                                       |
| Totale                                                                |                                                                       | Presenze                                                              | 13                                                                    |                                                                       | Reti                                                                  | 0                                                                     |                                                                       |

## Palmarès
- Supercoppa italiana: 1

Milan: 2016